# Capitalism II
Capitalism II är uppföljaren till företagsimulationsspelet Capitalism, utgivet 17 december 2001. Det är utvecklat av Enlight och utgivet av Ubisoft.
I spelet agerar spelaren verkställande direktör för ett eget företag. Spelarens uppgift blir sedan att få företaget att växa och gå med vinst. Förutom förbättrad grafik är det inga större skillnader gentemot föregångaren, förutom att det finns färre jordbruks-produkter.